# Valentina Greggio
Valentina Greggio, née le 19 mars 1991, est une skieuse de vitesse italienne.

## Biographie
Elle est sacrée 5 fois Championne du monde de ski de vitesse (S1) : en 2015 à Grandvalira, 2017 à Idre Fjäll, en 2022, 2024 et 2025 à Vars.
Elle remporte 4 fois consécutivement la Coupe du monde de ski de vitesse (S1) entre 2015 et 2018, une 5e fois en 2022, une 6e et 7e fois en 2024 et 2025.
Elle détient le record du monde féminin de ski de vitesse : 247,083 km/h - le 26 mars 2016 à Vars (Speed Masters)